# Heinrich Castritius Geldorp
Heinrich Castritius Geldorp (eigentlich Hendrik van Casteren, auch bekannt als Hendrik van Geldorp oder Henricus Castritius Geldorpius, Pseudonym Gratianus Verus) (* 1522 in Geldorp; † 1585 in der Provinz Friesland) war ein zunächst römisch-katholischer, später calvinistischer Theologe und Humanist.

## Biografie
Heinrich Castritius Geldorp wurde 1522 in Geldrop in Nordbrabant geboren. Er studierte an der Universität Löwen und verfasste Gedichte in Latein. Er unterrichtete Latein und leitete als Rektor mehrere Schulen, zunächst in Sneek in Friesland, später dann 1557/8 am Gymnasium in Delft in Südholland.
Reformatorische Bewegungen in den Niederlanden bewegten Geldorp zur Flucht nach Duisburg. Geldorp hatte sich zwar von der katholischen Kirche nicht trennen wollen, 1558 traf ihn aber der Kirchenbann. Duisburg gehörte zu dieser Zeit dem Herzogtum Jülich-Kleve-Berg an, wo sich auch seit 1544 die Reformation ausbreitete. Doch der Landesherr Herzog Wilhelm blieb einer zwischen den Glaubensparteien vermittelnden Linie auf der Grundlage des Humanismus des Erasmus von Rotterdam treu. Wilhelm plante seit 1551 die Errichtung einer klevischen Landesuniversität in Duisburg (siehe Alte Universität Duisburg) in Konkurrenz zu den „altgläubig“ gebliebenen Universitäten zu Köln und Löwen, und so überzeugte ihn die Stadt Duisburg zur Errichtung eines akademischen Gymnasiums, des heutigen Landfermann-Gymnasiums.
Geldorp wurde 1559 erster Rektor dieser Schule; weitere Lehrer waren Georg Cassander (1513–1566), Gerhard Mercator (1512–1594) und Johann Otho (um 1520–1581). Geldorp warb mittels Plakaten um Lehrkräfte und konnte so Johannes Molanus gewinnen, der eigene Schüler aus Bremen mitbrachte. Mit Molanus kam es im Folgenden immer häufiger zu Streit, weswegen Geldorp nach nur zweijähriger Tätigkeit 1561 entlassen und Molanus als sein Nachfolger eingestellt wurde.
Geldorp zog von Duisburg nach Homberg, das zu diesem Zeitpunkt zur Grafschaft Moers gehörte. Auf Betreiben seines Landesherrn Hermann von Neuenahr-Moers erstellte Geldorp ab 1578 ein Gutachten, das die 1573 erfolgte Auflösung des Moerser Karmeliterklosters und Vereinnahmung des Klostervermögens rechtfertigen sollte. Dieses sollte der Einrichtung und dem Aufbau eines Gymnasiums (des heutigen Gymnasiums Adolfinum) in Moers dienen.
1582 sollte er als Professor an die im Jahr 1575 gegründete Universität Leiden berufen werden, diese Pläne zerschlugen sich aber. 1583 ging er nach Ruhrort, bevor er dann nach Aussagen seines Schülers Heinrich von Hövel, eines westfälischen Schriftstellers, 1585 in Westfriesland, d. h. der Provinz Friesland, starb.

## Schriften
- Heinrich Geldorp: Gutachten über die Errichtung eines Gymnasiums in Moers